# Wenceslao Mansogo Alo
Wenceslao Mansogo Alo (multilingüe: Wenceslao Mansogo)  (Cogo, 27 de novembre de 1955 - Saint-Étienne, 25 d'abril de 2022) va ser un metge, activista dels drets humans i polític equatoguineà.

## Biografia
Era fill del polític Miguel Alo Mansogo, segon alcalde del Districte de Cogo després de la independència de Guinea Equatorial l'any 1968. Graduat en Medicina, màster en Ciències Biològiques i Mèdiques per la Universitat Jean Monnet a Saint-Étienne, va practicar la medicina a França durant molts anys abans de decidir tornar al seu país natal per ajudar a millorar la seva mala atenció sanitària.
A petició del govern de Guinea Equatorial, sota cooperació francesa, va dirigir una unitat especial a l'Hospital Regional Dr. Damián Roku Epitie Monanga a Bata (1994-1998). Segons Human Rights Watch, va ser acomiadat del càrrec quan va proposar que els metges haurien d'estar obligats a presentar proves de les seves aptituds per exercir la medicina abans que se'ls permetés exercir. A continuació, va passar a la pràctica de la medicina privada i va obrir la seva pròpia clínica, el Centre Mèdic Espoir Litoral a Bata, considerat el millor i més modern del país.
A més del seu treball com a metge, Mansogo va iniciar la seva carrera política com a líder de Convergència per a la Democràcia Social (CPDS), el principal partit polític de l'oposició a Guinea Equatorial, sent a més el secretari de relacions internacionals i els Drets humans. Va ser també regidor de l'ajuntament de la ciutat de Bata (2008-2012).
Masongo va ser condemnat pel règim a presó l’any 2012 però la pressió dels grups internacionals de defensa dels drets humans i d’alguns estats va aconseguir que fos posat en llibertat al cap de quatre mesos. A les eleccions municipals de 2017 es va postular al càrrec d'alcalde de Bata, sense resultar electe.
Va morir a la localitat francesa de Saint-Étienne el 24 d'abril del 2022.